# È con te
È con te è un singolo del cantante pop italiano Nek, pubblicato il 2 maggio 2011 dall'etichetta discografica Warner.
Il brano, scritto da Nek e Marco Baroni e prodotto da Nek, Alfredo Cerruti e Dado Parisini, è il terzo singolo estratto dalla raccolta E da qui - Greatest Hits 1992-2010.
Il video è stato pubblicato il 13 maggio successivo.

## Tracce
1. È con te – 3:15
2. Para ti (versione spagnola) – 3:15